# Plénisette
Plénisette là một xã trong vùng hành chính Franche-Comté, thuộc tỉnh Jura, quận Lons-le-Saunier (quận), tổng Nozeroy. Tọa độ địa lý của xã là 46° 47' vĩ độ bắc, 06° 01' kinh độ đông. Plénisette nằm trên độ cao trung bình là 820 mét trên mực nước biển, có điểm thấp nhất là 750 mét và điểm cao nhất là 890 mét. Xã có diện tích 2.61 km², dân số vào thời điểm 2005 là 35 người; mật độ dân số là 13 người/km².

## Thông tin nhân khẩu
| 1962 | 1968 | 1975 | 1982 | 1990 | 1999 |
| ---- | ---- | ---- | ---- | ---- | ---- |
| 34   | 29   | 24   | 21   | 23   | 30   |